# 晩秋 (1989年の映画)
『晩秋』（ばんしゅう 原題：Dad）は、1989年制作のアメリカ合衆国の映画。
ウィリアム・ワートンの小説を原作に家族の絆を描いたドラマ映画。スティーヴン・スピルバーグ製作総指揮。
ジャック・レモン扮する主人公の青年時代を彼の実の息子クリス・レモンが演じている。

## あらすじ
仕事一筋人間のジョンはある日、母親のベティが心筋梗塞で倒れたとの知らせを受け、急いで帰郷する。ジョンが駆け付けた時、既に症状は回復していたが、今度は父親のジェイクが癌を患う。ジェイクを連れて行った病院の父親に対する冷たい対応にジョンは憤怒し、自分が一緒に暮らし介護しようと決意する。
ジェイクはジョンの献身的な介護で次第に元気を取り戻していき、ベティも無事退院した。アニーとマリオの娘夫婦やジョンの息子ビリーも集まり、久々に家族全員水入らずで過ごすジェイクであったが、彼は解離性同一性障害に近い症状を発症しており、農場で暮らす活発なもう一つの人格が現れるようになる。
今までとは打って変わったジェイクに違和感を覚えたベティは、夕食の場でジョンと大喧嘩してしまう。そんな二人をジェイクは必死でなだめる。そして彼の説得で、ベティは新しいジェイクを受け入れた。
やがてジェイクの体に癌が再発し、彼は家族の理解に包まれて生涯を閉じるのだった。

## キャスト
| 役名                 | 俳優                   | 日本語吹替 | 日本語吹替 |
| 役名                 | 俳優                   | VHS        | TV         |
| -------------------- | ---------------------- | ---------- | ---------- |
| ジェイク・トレモント | ジャック・レモン       | 久米明     | 永井一郎   |
| ジョン・トレモント   | テッド・ダンソン       | 堀勝之祐   | 菅生隆之   |
| ベティ・トレモント   | オリンピア・デュカキス | 麻生美代子 | 京田尚子   |
| アニー               | キャシー・ベイカー     | 土井美加   | 土井美加   |
| マリオ               | ケヴィン・スペイシー   | 村山明     | 福田信昭   |
| ビリー・トレモント   | イーサン・ホーク       | 堀内賢雄   | 石田彰     |
| サンタナ医師         | J・T・ウォルシュ       |            |            |
| チャド医師           | ゼイクス・モカエ       | 渡部猛     | 辻親八     |
| 青年時代のジェイク   | クリス・レモン         |            |            |

- VHS版その他：清川元夢、塚田正昭、伊井篤史
- TV版その他：小島敏彦、村松康雄、沢木郁也、田原アルノ、西村知道、中庸助、板垣篤世、高橋理恵、瀧井香央里